# Deutsche Gesellschaft für Kieferorthopädie
Die Deutsche Gesellschaft für Kieferorthopädie e. V. (DGKFO) ist der Fachverband von Zahnärzten, die sich auf Kieferorthopädie spezialisiert haben. Die wissenschaftliche Arbeit der DGKFO beschäftigt sich mit Fehlstellungen von Kiefer und Zähnen, deren Korrektur und Prophylaxe.

## Geschichte
Die Deutsche Gesellschaft für Kieferorthopädie e. V. (DGKFO) wurde 1908 gegründet.
Zu Beginn des 20. Jahrhunderts wurde die Weiterentwicklung der damaligen „Orthodontie“ aus Sicht vieler Zahnärzte zu sehr vernachlässigt. Herausragende Persönlichkeiten wie Alfred Kantorowicz, Gustav Korkhaus, Karl Häupl oder Rolf Fränkel waren in der Forschung auf diesem neuen Fachgebiet einfallsreich und konstruktiv. Sie schlossen sich zusammen und tauschten ihre Ergebnisse aus. Einige reisten in die ganze Welt, um die ebenfalls forschenden Kollegen zu unterstützen und Vorgehensweisen zu diskutieren. So entstand die Disziplin der „Kieferorthopädie“ mit weltweiter Anerkennung.
1907 gaben sie die erste Fachzeitschrift heraus, die „Zeitschrift für Zahnärztliche Orthopädie“. Die Zahl der Mitglieder wuchs ständig und das Interesse war so groß, dass die DGKFO trotz des Ersten Weltkrieges Anfang der 1920er-Jahre bereits über 100 Mitglieder hatte.

## Aufgaben
Im Mittelpunkt steht die Förderung der Fachrichtung „Kieferorthopädie“ sowohl in der Grundlagenforschung als auch in der klinischen Forschung. Die DGKFO verbreitet durch Veröffentlichungen in der Fachzeitschrift „Journal of Orofacial Orthopedics/Fortschritte der Kieferorthopädie“ deutsche Forschungsergebnisse weltweit und arbeitet mit wissenschaftlichen Instituten international zusammen.
Sie unterstützt die Aus- und Weiterbildung ihrer Mitglieder finanziell und fördert die Beziehungen von Theorie und Praxis durch wissenschaftliche Fachtagungen mit Forschungsinstituten im In- und Ausland.
Die Deutsche Gesellschaft für Kieferorthopädie e. V. bezieht von Zeit zu Zeit Stellung zu in wissenschaftlichen Kreisen diskutierten Themen.

## Struktur

### Vorstand
Die Deutsche Gesellschaft für Kieferorthopädie e. V. ist ein eingetragener Verein mit Sitz in Bonn. Sie ist als gemeinnützig/wissenschaftlich anerkannt. Der Präsident der DGKFO ist Peter Proff (Regensburg), Vizepräsident ist Bernd Zimmer (Kassel).

### Mitglieder
Jeder in- oder ausländische Arzt, Zahnarzt oder Vertreter einer kieferorthopädischen Fachrichtung mit einer zahnärztlichen Approbation oder einer gleichwertigen Zulassung kann Mitglied werden, wenn er willens ist, sich an den Aufgaben der DGKFO aktiv zu beteiligen. Laut Beschluss der Mitgliederversammlung muss ab dem 1. Januar 2021 auch eine Mitgliedschaft in der DGZMK (Deutsche Gesellschaft für Zahn-, Mund- und Kieferheilkunde) bestehen. Über die Mitgliedschaft entscheidet der Vorstand. Derzeit hat die DGKFO über 3700 Mitglieder.

### Leitlinien
Die Deutsche Gesellschaft für Kieferorthopädie e. V. erarbeitet gemeinsam mit der Deutschen Gesellschaft für Zahn-, Mund- und Kieferheilkunde wissenschaftliche Leitlinien zu Diagnostik und Therapie. Es sind systematisch aufgebaute Hilfestellungen für Ärzte und Zahnärzte, die nach klar definierten Kriterien entwickelt werden. Sie werden ständig aktualisiert und dienen der Entscheidungsfindung während der Behandlung eines Patienten. Neue wissenschaftliche Fakten und erprobte Vorgehensweisen in der Praxis fließen ein, genauso wie wirtschaftliche Aspekte.
Ärzte und Zahnärzte müssen diesen Leitlinien nicht zwingend folgen, Leitlinien sind rechtlich weder haftungsbegründend noch haftungsbefreiend.
Ausgearbeitete Leitlinien sind beispielsweise „Ideale Behandlungszeitpunkte kieferorthopädischer Anomalien“, „Früherkennung und Management von verlagerten und retinierten Eckzähnen“, „Operative Entfernung von Weisheitszähnen“ oder „Rechtfertigende Indikation bei Röntgenaufnahmen in der Kinderzahnheilkunde“.

## Wissenschaftsfonds
Im Jahr 2000 bildete die DGKFO einen Wissenschaftsfonds. Einzelpersonen oder Verbände können in diesen Fonds spenden. Mit Mitteln dieses Fonds werden junge Kollegen finanziell unterstützt, die wissenschaftlich im Bereich der Kieferorthopädie forschen. Bewilligt werden beispielsweise die Anschubfinanzierung von Forschungsprojekten oder Auslandsaufenthalte zur Vorstellung deutscher Forschungsergebnisse im Gebiet der Kieferorthopädie.

## Preise
Während der jährlichen wissenschaftlichen Jahrestagungen zeichnet die Deutsche Gesellschaft für Kieferorthopädie e. V. die besten wissenschaftlichen Leistungen und Veröffentlichungen aus.

### Arnold-Biber-Preis
Der nach dem Firmengründer Arnold Biber benannte Preis in Höhe von 5000 Euro wird von der Firma „Dentaurum“ in Pforzheim gestiftet. Er wird jährlich von einem Kuratorium vergeben.

### Jahresbestpreise
Jährlich bewertet ein Kuratorium die Forschungsarbeiten einer Hochschule, eines Mitglieds in der freien Praxis und eines Mitglieds aus dem Ausland, dessen Arbeit im „Journal of Orofacial Orthopedics“ veröffentlicht wurde. Die DGKFO zeichnet die Preisträger jährlich mit einem Geldpreis aus.

### Tagungsbestpreise
Der beste Vortrag und das am besten moderierte Poster eines jungen Wissenschaftlers während der Jahrestagung bekommen von der Deutschen Gesellschaft für Kieferorthopädie e. V. Tagesbestpreise. Geehrt werden können Mitarbeiter von Instituten oder Kliniken und Zahnärzte, die nicht immer Zugang zu Laboren und sonstigen wissenschaftlichen Einrichtungen haben. Das können Autorengruppen oder Einzelautoren sein.

### Posterpreise
Für die Themengebiete Grundlagen- und Materialforschung, klinische Forschung und interdisziplinäre Kieferorthopädie verleiht die DGKFO jährlich je einen Posterpreis. Geehrt werden können auch hier nur Mitarbeiter von Instituten oder Kliniken und Zahnärzte, die nicht immer Zugang zu Laboren und sonstigen wissenschaftlichen Einrichtungen haben. Das können Autorengruppen oder Einzelautoren sein.